# 2017-es Clausura mexikói labdarúgó-bajnokság (első osztály)
A mexikói labdarúgó-bajnokság első osztályának 2017-es Clausura szezonja 18 csapat részvételével 2017. január 6-tól május 28-ig tartott. A bajnokságot a Guadalajara nyerte meg, amelynek ez volt a 12. győzelme. A második helyen a monterreyi Tigres végzett, a bajnoksággal párhuzamosan zajló kupát szintén a Guadalajara hódította el. A másodosztályba a Chiapas FC esett ki.

## Előzmények
Az előző szezont, a 2016-os Aperturát a Tigres de la UANL nyerte meg. Mivel ez egy Apertura szezon volt, ezért kieső és feljutó csapat nem volt.

## Csapatok
| Csapat           | Város              | Állam              | Stadion                | Edző (a szezon elején)  |
| ---------------- | ------------------ | ------------------ | ---------------------- | ----------------------- |
| América          | Mexikóváros        | Szövetségi kerület | Azteca                 | Ricardo La Volpe        |
| Atlas            | Guadalajara        | Jalisco            | Jalisco                | José Guadalupe Cruz     |
| Chiapas          | Tuxtla Gutiérrez   | Chiapas            | Víctor Manuel Reyna    | Sergio Bueno            |
| Cruz Azul        | Mexikóváros        | Szövetségi Kerület | Azul                   | Paco Jémez              |
| Guadalajara      | Guadalajara        | Jalisco            | Omnilife               | Matías Almeyda          |
| León             | León               | Guanajuato         | León                   | Javier Torrente         |
| Monarcas Morelia | Morelia            | Michoacán          | Morelos                | Pablo Marini            |
| Monterrey        | Monterrey          | Új-León            | BBVA Bancomer          | Antonio Mohamed         |
| Necaxa           | Aguascalientes     | Aguascalientes     | Victoria               | Alfonso Sosa            |
| Pachuca          | Pachuca de Soto    | Hidalgo            | Hidalgo                | Diego Alonso            |
| Puebla           | Puebla de Zaragoza | Puebla             | Cuauhtémoc             | Ricardo Valiño          |
| Pumas            | Mexikóváros        | Szövetségi Kerület | Olímpico Universitario | Francisco Palencia      |
| Querétaro        | Querétaro          | Querétaro          | Corregidora            | Víctor Manuel Vucetich  |
| Santos Laguna    | Torreón            | Coahuila           | TSM Corona             | José Manuel de la Torre |
| Tigres           | Monterrey          | Új-León            | Universitario          | Ricardo Ferretti        |
| Tijuana          | Tijuana            | Alsó-Kalifornia    | Caliente               | Miguel Herrera          |
| Toluca           | Toluca de Lerdo    | México             | Nemesio Díez           | Hernán Cristante        |
| Veracruz         | Veracruz           | Veracruz           | Luis de la Fuente      | Carlos Reinoso          |

## Az alapszakasz végeredménye
Az alapszakasz 17 fordulóból állt, az első nyolc jutott be a rájátszásba.
| #   | Csapat            | M  | GY | D  | V  | G+ – G– | GK  | P  | Megjegyzések |
| --- | ----------------- | -- | -- | -- | -- | ------- | --- | -- | ------------ |
| 1.  | Tijuana           | 17 | 9  | 4  | 4  | 30–22   | +8  | 31 |              |
| 2.  | Monterrey         | 17 | 7  | 6  | 4  | 26–18   | +8  | 27 |              |
| 3.  | Guadalajara (KGY) | 17 | 7  | 6  | 4  | 21–18   | +3  | 27 |              |
| 4.  | Toluca            | 17 | 8  | 3  | 6  | 21–20   | +1  | 27 |              |
| 5.  | Santos            | 17 | 5  | 11 | 1  | 25–20   | +5  | 26 |              |
| 6.  | Atlas             | 17 | 7  | 5  | 5  | 24–20   | +4  | 26 |              |
| 7.  | Tigres            | 17 | 7  | 4  | 6  | 26–12   | +14 | 25 |              |
| 8.  | Morelia           | 17 | 6  | 6  | 5  | 19–16   | +3  | 24 |              |
| 9.  | América           | 17 | 7  | 3  | 7  | 19–19   | 0   | 24 |              |
| 10. | Pachuca           | 17 | 6  | 6  | 5  | 16–16   | 0   | 24 |              |
| 11. | Cruz Azul         | 17 | 5  | 6  | 6  | 19–20   | −1  | 21 |              |
| 12. | Necaxa            | 17 | 5  | 6  | 6  | 16–21   | −5  | 21 |              |
| 13. | Veracruz          | 17 | 7  | 0  | 10 | 14–20   | −6  | 21 |              |
| 14. | León              | 17 | 5  | 5  | 7  | 21–23   | −2  | 20 |              |
| 15. | Querétaro         | 17 | 5  | 4  | 8  | 21–27   | −6  | 19 |              |
| 16. | Chiapas (K)       | 17 | 5  | 4  | 8  | 18–28   | −10 | 19 |              |
| 17. | Pumas             | 17 | 5  | 3  | 9  | 21–30   | −9  | 18 |              |
| 18. | Puebla            | 17 | 4  | 4  | 9  | 18–25   | −7  | 16 |              |

Utolsó frissítés: 2017. május 8. 
Forrás: A bajnokság hivatalos honlapja 
A rangsorolás alapszabályai: 1. összpontszám, 2. egymás elleni eredmények összpontszáma, 3. gólkülönbség, 4. szerzett gólok száma.
(B): Bajnokcsapat, (K): Kieső csapat, (F): Feljutó csapat, (I): Kupainduló, (R): A rájátszás győztese, (KGY): Kupagyőztes

## Rájátszás
A döntő kivételével az a szabály, hogy ha a két meccs összesítve döntetlen, és az idegenbeli gól is egyenlő, akkor nincs hosszabbítás és tizenegyespárbaj, hanem az a csapat jut tovább, amelyik az alapszakaszban jobb helyen végzett.
A negyeddöntők első mérkőzéseit május 10-én és 11-én, a visszavágókat 13-án és 14-én játszották, az elődöntőkre május 18-án és  21-én került sor. A döntő első mérkőzése május 25-én, a visszavágó 28-án volt.
|  | Negyeddöntők  | Negyeddöntők  | Negyeddöntők | Negyeddöntők | Negyeddöntők |   |        | Elődöntők | Elődöntők | Elődöntők | Elődöntők | Elődöntők |  |  | Döntő | Döntő | Döntő | Döntő | Döntő |  |
|  |               |               |              |              |              |   |        |           |           |           |           |           |  |  |       |       |       |       |       |  |
|  | Tigres        | Tigres        | 4            | 2            | 6            |   |        |           |           |           |           |           |  |  |       |       |       |       |       |  |
|  | Tigres        | Tigres        | 4            | 2            | 6            |   |        |           |           |           |           |           |  |  |       |       |       |       |       |  |
|  | Monterrey     | Monterrey     | 1            | 0            | 1            |   |        |           |           |           |           |           |  |  |       |       |       |       |       |  |
|  | Monterrey     | Monterrey     | 1            | 0            | 1            |   | Tigres | Tigres    | 2         | 2         | 4         |           |  |  |       |       |       |       |       |  |
|  |               |               |              |              |              |   | Tigres | Tigres    | 2         | 2         | 4         |           |  |  |       |       |       |       |       |  |
|  |               |               | Tijuana      | Tijuana      | 0            | 0 | 0      |           |           |           |           |           |  |  |       |       |       |       |       |  |
|  | Morelia       | Morelia       | Tijuana      | Tijuana      | 0            | 0 | 0      | 1         | 0         | 1         |           |           |  |  |       |       |       |       |       |  |
|  | Morelia       | Morelia       |              |              |              |   |        |           |           | 1         |           |           |  |  |       |       |       |       |       |  |
|  | Tijuana       | Tijuana       | 0            | 2            | 2            |   |        |           |           |           |           |           |  |  |       |       |       |       |       |  |
|  | Tijuana       | Tijuana       | 0            | 2            | 2            |   | Tigres | Tigres    | 2         | 1         | 3         |           |  |  |       |       |       |       |       |  |
|  |               |               |              |              |              |   |        |           |           |           |           |           |  |  |       |       |       |       |       |  |
|  |               |               | Guadalajara  | Guadalajara  | 2            | 2 | 4      |           |           |           |           |           |  |  |       |       |       |       |       |  |
|  | Santos Laguna | Santos Laguna | Guadalajara  | Guadalajara  | 2            | 2 | 4      | 1         | 3         | 4         |           |           |  |  |       |       |       |       |       |  |
|  | Santos Laguna | Santos Laguna |              |              |              |   |        |           |           | 4         |           |           |  |  |       |       |       |       |       |  |
|  | Toluca        | Toluca        | 4            | 1            | 5            |   |        |           |           |           |           |           |  |  |       |       |       |       |       |  |
|  | Toluca        | Toluca        | 4            | 1            | 5            |   | Toluca | Toluca    | 1         | 1         | 2         |           |  |  |       |       |       |       |       |  |
|  |               |               |              |              |              |   | Toluca | Toluca    | 1         | 1         | 2         |           |  |  |       |       |       |       |       |  |
|  |               |               | Guadalajara  | Guadalajara  | 1            | 1 | 2      |           |           |           |           |           |  |  |       |       |       |       |       |  |
|  | Atlas         | Atlas         | Guadalajara  | Guadalajara  | 1            | 1 | 2      | 1         | 0         | 1         |           |           |  |  |       |       |       |       |       |  |
|  | Atlas         | Atlas         |              |              |              |   |        |           |           | 1         |           |           |  |  |       |       |       |       |       |  |
|  | Guadalajara   | Guadalajara   | 0            | 1            | 1            |   |        |           |           |           |           |           |  |  |       |       |       |       |       |  |

## Együttható-táblázat
Az együttható-táblázat a csapatok (a jelenlegit is beleszámítva) utolsó hat első osztályú szezonjának alapszakaszában elért pontok átlagát tartalmazza négy tizedesre kerekítve, de ha egy csapat időközben volt másodosztályú is, akkor az az előtti időszak eredményei nincsenek benne. A szezon végén ez alapján a táblázat alapján dőlt el, hogy a Chiapas FC esett ki a másodosztályba. Mivel együtthatójuk egyenlő volt a Veracruzéval, ezért az összesített gólkülönbség döntött: a Veracruz gólkülönbsége -39, a Chiapasé pedig -49 volt, ezért ők estek ki.
| Csapat      | Összpontszám | Mérkőzések | Együttható |
| ----------- | ------------ | ---------- | ---------- |
| América     | 169          | 102        | 1,6569     |
| Tigres      | 167          | 102        | 1,6373     |
| Monterrey   | 163          | 102        | 1,5980     |
| Toluca      | 158          | 102        | 1,5490     |
| Pachuca     | 156          | 102        | 1,5294     |
| Pumas       | 148          | 102        | 1,4510     |
| Guadalajara | 146          | 102        | 1,4314     |
| León        | 144          | 102        | 1,4118     |
| Tijuana     | 143          | 102        | 1,4020     |
| Necaxa      | 47           | 35         | 1,3429     |
| Atlas       | 135          | 102        | 1,3235     |
| Santos      | 134          | 102        | 1,3137     |
| Cruz Azul   | 128          | 102        | 1,2549     |
| Querétaro   | 127          | 102        | 1,2451     |
| Puebla      | 121          | 102        | 1,1863     |
| Morelia     | 118          | 102        | 1,1569     |
| Veracruz    | 117          | 102        | 1,1471     |
| Chiapas     | 117          | 102        | 1,1471     |

## Eredmények

### Alapszakasz

#### Fordulónként

##### 1. forduló
| Dátum (mexikói idő) | Mérkőzés             | Eredmény |
| ------------------- | -------------------- | -------- |
| 2017. január 6.     | Veracruz – Querétaro | 1–0      |
| 2017. január 7.     | Cruz Azul – Necaxa   | 1–0      |
| 2017. január 7.     | Morelia – Tijuana    | 2–0      |
| 2017. január 7.     | Tigres – Santos      | 0–0      |
| 2017. január 7.     | León – Pachuca       | 2–4      |
| 2017. január 7.     | Guadalajara – Pumas  | 2–1      |
| 2017. január 8.     | Toluca – Atlas       | 4–1      |
| 2017. január 8.     | Puebla – Monterrey   | 2–3      |
| 2017. február 7.    | Chiapas – América    | 2–0      |

##### 2. forduló
| Dátum (mexikói idő) | Mérkőzés                | Eredmény |
| ------------------- | ----------------------- | -------- |
| 2017. január 13.    | Tijuana – Puebla        | 6–2      |
| 2017. január 14.    | Querétaro – Morelia     | 0–0      |
| 2017. január 14.    | Atlas – Tigres          | 2–0      |
| 2017. január 14.    | Monterrey – Guadalajara | 2–2      |
| 2017. január 14.    | Pachuca – Chiapas       | 1–0      |
| 2017. január 14.    | Necaxa – León           | 0–1      |
| 2017. január 15.    | Pumas – Cruz Azul       | 1–0      |
| 2017. január 15.    | Toluca – América        | 2–1      |
| 2017. január 15.    | Santos – Veracruz       | 2–1      |

##### 3. forduló
| Dátum (mexikói idő) | Mérkőzés              | Eredmény |
| ------------------- | --------------------- | -------- |
| 2017. január 20.    | Veracruz – Atlas      | 1–0      |
| 2017. január 21.    | Cruz Azul – Monterrey | 2–2      |
| 2017. január 21.    | Tigres – América      | 4–2      |
| 2017. január 21.    | Morelia – Santos      | 1–1      |
| 2017. január 21.    | León – Pumas          | 0–1      |
| 2017. január 21.    | Necaxa – Pachuca      | 1–0      |
| 2017. január 21.    | Guadalajara – Tijuana | 0–1      |
| 2017. január 22.    | Toluca – Chiapas      | 0–1      |
| 2017. január 22.    | Puebla – Querétaro    | 0–0      |

##### 4. forduló
| Dátum (mexikói idő) | Mérkőzés                | Eredmény |
| ------------------- | ----------------------- | -------- |
| 2017. január 27.    | Tijuana – Cruz Azul     | 1–0      |
| 2017. január 28.    | Querétaro – Guadalajara | 0–1      |
| 2017. január 28.    | Atlas – Morelia         | 3–1      |
| 2017. január 28.    | Monterrey – León        | 0–0      |
| 2017. január 28.    | Pachuca – Toluca        | 0–0      |
| 2017. január 28.    | América – Veracruz      | 1–0      |
| 2017. január 29.    | Pumas – Necaxa          | 3–1      |
| 2017. január 29.    | Chiapas – Tigres        | 1–0      |
| 2017. január 29.    | Santos – Puebla         | 2–0      |

##### 5. forduló
| Dátum (mexikói idő) | Mérkőzés              | Eredmény |
| ------------------- | --------------------- | -------- |
| 2017. február 3.    | Puebla – Atlas        | 1–1      |
| 2017. február 3.    | Veracruz – Chiapas    | 2–0      |
| 2017. február 4.    | Cruz Azul – Querétaro | 1–1      |
| 2017. február 4.    | Morelia – América     | 0–2      |
| 2017. február 4.    | Tigres – Toluca       | 0–1      |
| 2017. február 4.    | León – Tijuana        | 2–4      |
| 2017. február 4.    | Necaxa – Monterrey    | 1–1      |
| 2017. február 5.    | Pumas – Pachuca       | 1–1      |
| 2017. február 5.    | Guadalajara – Santos  | 1–1      |

##### 6. forduló
| Dátum (mexikói idő) | Mérkőzés            | Eredmény |
| ------------------- | ------------------- | -------- |
| 2017. február 10.   | Tijuana – Necaxa    | 1–2      |
| 2017. február 11.   | Querétaro – León    | 2–1      |
| 2017. február 11.   | Atlas – Guadalajara | 1–2      |
| 2017. február 11.   | Monterrey – Pumas   | 2–0      |
| 2017. február 11.   | Pachuca – Tigres    | 1–0      |
| 2017. február 11.   | América – Puebla    | 0–0      |
| 2017. február 12.   | Toluca – Veracruz   | 1–0      |
| 2017. február 12.   | Chiapas – Morelia   | 1–2      |
| 2017. február 12.   | Santos – Cruz Azul  | 2–2      |

##### 7. forduló
| Dátum (mexikói idő) | Mérkőzés              | Eredmény |
| ------------------- | --------------------- | -------- |
| 2017. február 17.   | Veracruz – Tigres     | 0–3      |
| 2017. február 18.   | Cruz Azul – Atlas     | 0–1      |
| 2017. február 18.   | Monterrey – Pachuca   | 1–0      |
| 2017. február 18.   | Morelia – Toluca      | 1–2      |
| 2017. február 18.   | León – Santos         | 2–2      |
| 2017. február 18.   | Necaxa – Querétaro    | 1–4      |
| 2017. február 18.   | Guadalajara – América | 1–0      |
| 2017. február 19.   | Pumas – Tijuana       | 3–3      |
| 2017. február 19.   | Puebla – Chiapas      | 3–0      |

##### 8. forduló
| Dátum (mexikói idő) | Mérkőzés              | Eredmény |
| ------------------- | --------------------- | -------- |
| 2017. február 24.   | Tijuana – Monterrey   | 2–0      |
| 2017. február 25.   | Querétaro – Pumas     | 4–3      |
| 2017. február 25.   | Tigres – Morelia      | 1–1      |
| 2017. február 25.   | Atlas – León          | 2–0      |
| 2017. február 25.   | Pachuca – Veracruz    | 1–0      |
| 2017. február 25.   | América – Cruz Azul   | 2–0      |
| 2017. február 26.   | Toluca – Puebla       | 1–3      |
| 2017. február 26.   | Chiapas – Guadalajara | 4–3      |
| 2017. február 26.   | Santos – Necaxa       | 2–2      |

##### 9. forduló
| Dátum (mexikói idő) | Mérkőzés              | Eredmény |
| ------------------- | --------------------- | -------- |
| 2017. március 3.    | Tijuana – Pachuca     | 2–3      |
| 2017. március 4.    | Cruz Azul – Chiapas   | 2–0      |
| 2017. március 4.    | Morelia – Veracruz    | 1–0      |
| 2017. március 4.    | Monterrey – Querétaro | 4–1      |
| 2017. március 4.    | León – América        | 1–1      |
| 2017. március 4.    | Necaxa – Atlas        | 1–1      |
| 2017. március 4.    | Guadalajara – Toluca  | 2–0      |
| 2017. március 5.    | Pumas – Santos        | 2–1      |
| 2017. március 5.    | Puebla – Tigres       | 0–2      |

##### 10. forduló
A tizedik forduló mérkőzéseit eredetileg március 10–12-re tervezték, de az utolsó pillanatban (amikor már több vendégcsapat is elutazott otthonról) felfüggesztették és későbbre halasztották a játéknapot. A döntés oka a játékvezetők „sztrájkja” volt, akik azért tiltakoztak, mert szerintük a bírók ellen korábban erőszakosan fellépő két játékos, Pablo Aguilar (América) és Enrique Triverio (Toluca), valamint az América játékvezetőt állítólag megfenyegető sportigazgatója, Ricardo Peláez nem kapott elég szigorú büntetést a szövetségtől. A fordulót végül egy hónappal később pótolták be.
| Dátum (mexikói idő) | Mérkőzés             | Eredmény |
| ------------------- | -------------------- | -------- |
| 2017. április 11.   | Chiapas – León       | 0–0      |
| 2017. április 11.   | Tigres – Guadalajara | 3–0      |
| 2017. április 11.   | Veracruz – Puebla    | 3–2      |
| 2017. április 12.   | Querétaro – Tijuana  | 0–1      |
| 2017. április 12.   | Santos – Monterrey   | 2–2      |
| 2017. április 12.   | América – Necaxa     | 1–0      |
| 2017. április 12.   | Pachuca – Morelia    | 0–0      |
| 2017. április 12.   | Atlas – Pumas        | 1–1      |
| 2017. április 13.   | Toluca – Cruz Azul   | 0–2      |

##### 11. forduló
| Dátum (mexikói idő) | Mérkőzés               | Eredmény |
| ------------------- | ---------------------- | -------- |
| 2017. március 17.   | Tijuana – Santos       | 1–1      |
| 2017. március 18.   | Cruz Azul – Tigres     | 0–0      |
| 2017. március 18.   | Querétaro – Pachuca    | 3–0      |
| 2017. március 18.   | Monterrey – Atlas      | 2–0      |
| 2017. március 18.   | León – Toluca          | 2–3      |
| 2017. március 18.   | Necaxa – Chiapas       | 2–2      |
| 2017. március 18.   | Guadalajara – Veracruz | 2–0      |
| 2017. március 19.   | Pumas – América        | 2–3      |
| 2017. március 19.   | Puebla – Morelia       | 0–1      |

##### 12. forduló
| Dátum (mexikói idő) | Mérkőzés              | Eredmény |
| ------------------- | --------------------- | -------- |
| 2017. március 31.   | Veracruz – Cruz Azul  | 3–1      |
| 2017. április 1.    | Chiapas – Pumas       | 0–3      |
| 2017. április 1.    | Atlas – Tijuana       | 3–3      |
| 2017. április 1.    | Tigres – León         | 0–1      |
| 2017. április 1.    | Morelia – Guadalajara | 0–0      |
| 2017. április 1.    | Pachuca – Puebla      | 0–0      |
| 2017. április 1.    | América – Monterrey   | 1–0      |
| 2017. április 2.    | Toluca – Necaxa       | 2–0      |
| 2017. április 2.    | Santos – Querétaro    | 1–0      |

##### 13. forduló
| Dátum (mexikói idő) | Mérkőzés             | Eredmény |
| ------------------- | -------------------- | -------- |
| 2017. április 7.    | Tijuana – América    | 0–0      |
| 2017. április 8.    | Cruz Azul – Morelia  | 1–1      |
| 2017. április 8.    | Querétaro – Atlas    | 1–4      |
| 2017. április 8.    | Monterrey – Chiapas  | 4–1      |
| 2017. április 8.    | León – Veracruz      | 4–0      |
| 2017. április 8.    | Necaxa – Tigres      | 1–1      |
| 2017. április 8.    | Guadalajara – Puebla | 3–2      |
| 2017. április 9.    | Pumas – Toluca       | 0–1      |
| 2017. április 9.    | Santos – Pachuca     | 1–0      |

##### 14. forduló
| Dátum (mexikói idő) | Mérkőzés              | Eredmény |
| ------------------- | --------------------- | -------- |
| 2017. április 15.   | Chiapas – Tijuana     | 1–2      |
| 2017. április 15.   | Veracruz – Necaxa     | 0–1      |
| 2017. április 15.   | Morelia – León        | 1–2      |
| 2017. április 15.   | Tigres – Pumas        | 4–0      |
| 2017. április 15.   | Atlas – Santos        | 1–1      |
| 2017. április 15.   | Pachuca – Guadalajara | 0–0      |
| 2017. április 15.   | América – Querétaro   | 1–0      |
| 2017. április 16.   | Toluca – Monterrey    | 1–1      |
| 2017. április 16.   | Puebla – Cruz Azul    | 2–1      |

##### 15. forduló
| Dátum (mexikói idő) | Mérkőzés                | Eredmény |
| ------------------- | ----------------------- | -------- |
| 2017. április 21.   | Tijuana – Toluca        | 2–0      |
| 2017. április 22.   | Querétaro – Chiapas     | 2–2      |
| 2017. április 22.   | Cruz Azul – Guadalajara | 2–1      |
| 2017. április 22.   | Monterrey – Tigres      | 1–0      |
| 2017. április 22.   | Atlas – Pachuca         | 1–0      |
| 2017. április 22.   | León – Puebla           | 1–0      |
| 2017. április 22.   | Necaxa – Morelia        | 2–1      |
| 2017. április 23.   | Pumas – Veracruz        | 0–2      |
| 2017. április 23.   | Santos – América        | 2–1      |

##### 16. forduló
| Dátum (mexikói idő) | Mérkőzés             | Eredmény |
| ------------------- | -------------------- | -------- |
| 2017. április 28.   | Veracruz – Monterrey | 1–0      |
| 2017. április 29.   | Chiapas – Santos     | 2–2      |
| 2017. április 29.   | Tigres – Tijuana     | 3–0      |
| 2017. április 29.   | Morelia – Pumas      | 4–0      |
| 2017. április 29.   | Pachuca – Cruz Azul  | 2–2      |
| 2017. április 29.   | Guadalajara – León   | 1–1      |
| 2017. április 29.   | América – Atlas      | 1–2      |
| 2017. április 30.   | Toluca – Querétaro   | 1–2      |
| 2017. április 30.   | Puebla – Necaxa      | 0–1      |

##### 17. forduló
| Dátum (mexikói idő) | Mérkőzés             | Eredmény |
| ------------------- | -------------------- | -------- |
| 2017. május 6.      | Querétaro – Tigres   | 1–5      |
| 2017. május 6.      | Monterrey – Morelia  | 1–2      |
| 2017. május 6.      | Atlas – Chiapas      | 0–1      |
| 2017. május 6.      | León – Cruz Azul     | 1–2      |
| 2017. május 6.      | América – Pachuca    | 2–3      |
| 2017. május 6.      | Necaxa – Guadalajara | 0–0      |
| 2017. május 6.      | Tijuana – Veracruz   | 1–0      |
| 2017. május 7.      | Pumas – Puebla       | 0–1      |
| 2017. május 7.      | Santos – Toluca      | 2–2      |

#### Kereszttábla
| Hazai \ Vendég1 | AMÉ | ATL | CHI | CRZ | GUA | LEÓ | MTY | MOR | NEC | PAC | PUE | PUM | QUE | SAN | TIG | TIJ | TOL | VER |
| América         |     | 1–2 |     | 2–0 |     |     | 1–0 |     | 1–0 | 2–3 | 0–0 |     | 1–0 |     |     |     |     | 1–0 |
| Atlas           |     |     | 0–1 |     | 1–2 | 2–0 |     | 3–1 |     | 1–0 |     | 1–1 |     | 1–1 | 2–0 | 3–3 |     |     |
| Chiapas         | 2–0 |     |     |     | 4–3 | 0–0 |     | 1–2 |     |     |     | 0–3 |     | 2–2 | 1–0 | 1–2 |     |     |
| Cruz Azul       |     | 0–1 | 2–0 |     | 2–1 |     | 2–2 | 1–1 | 1–0 |     |     |     | 1–1 |     | 0–0 |     |     |     |
| Guadalajara     | 1–0 |     |     |     |     | 1–1 |     |     |     |     | 3–2 | 2–1 |     | 1–1 |     | 0–1 | 2–0 | 2–0 |
| León            | 1–1 |     |     | 1–2 |     |     |     |     |     | 2–4 | 1–0 | 0–1 |     | 2–2 |     | 2–4 | 2–3 | 4–0 |
| Monterrey       |     | 2–0 | 4–1 |     | 2–2 | 0–0 |     | 1–2 |     | 1–0 |     | 2–0 | 4–1 |     | 1–0 |     |     |     |
| Morelia         | 0–2 |     |     |     | 0–0 | 1–2 |     |     |     |     |     | 4–0 |     | 1–1 |     | 2–0 | 1–2 | 1–0 |
| Necaxa          |     | 1–1 | 2–2 |     | 0–0 | 0–1 | 1–1 | 2–1 |     | 1–0 |     |     | 1–4 |     | 1–1 |     |     |     |
| Pachuca         |     |     | 1–0 | 2–2 | 0–0 |     |     | 0–0 |     |     | 0–0 |     |     |     | 1–0 |     | 0–0 | 1–0 |
| Puebla          |     | 1–1 | 3–0 | 2–1 |     |     | 2–3 | 0–1 | 0–1 |     |     |     | 0–0 |     | 0–2 |     |     |     |
| Pumas           | 2–3 |     |     | 1–0 |     |     |     |     | 3–1 | 1–1 | 0–1 |     |     | 2–1 |     | 3–3 | 0–1 | 0–2 |
| Querétaro       |     | 1–4 | 2–2 |     | 0–1 | 2–1 |     | 0–0 |     | 3–0 |     | 4–3 |     |     | 1–5 | 0–1 |     |     |
| Santos          | 2–1 |     |     | 2–2 |     |     | 2–2 |     | 2–2 | 1–0 | 2–0 |     | 1–0 |     |     |     | 2–2 | 2–1 |
| Tigres          | 4–2 |     |     |     | 3–0 | 0–1 |     | 1–1 |     |     |     | 4–0 |     | 0–0 |     | 3–0 | 0–1 |     |
| Tijuana         | 0–0 |     |     | 1–0 |     |     | 2–0 |     | 1–2 | 2–3 | 6–2 |     |     | 1–1 |     |     | 2–0 | 1–0 |
| Toluca          | 2–1 | 4–1 | 0–1 | 0–2 |     |     | 1–1 |     | 2–0 |     | 1–3 |     | 1–2 |     |     |     |     | 1–0 |
| Veracruz        |     | 1–0 | 2–0 | 3–1 |     |     | 1–0 |     | 0–1 |     | 3–2 |     | 1–0 |     | 0–3 |     |     |     |

Utolsó felvett mérkőzés dátuma: 2017. május 7. 
Forrás: A bajnokság hivatalos honlapja 
1A hazai csapatok a bal oldali oszlopban szerepelnek.
Színek: Zöld = hazai győzelem; Sárga = döntetlen; Piros = vendéggyőzelem.
 

## Góllövőlista
Az alábbi lista a legalább 4 gólt szerző játékosokat tartalmazza.
- 14 gólos:
  -  André-Pierre Gignac (Tigres)
- 9 gólos:
  -  Matías Alustiza (Atlas)
  -  Raúl Ruidíaz (Morelia)
- 8 gólos:
  -  Oribe Peralta (América)
  -  Nicolás Castillo (Pumas)
  -  Avilés Hurtado (Tijuana)
  -  Fernando Uribe (Toluca)
- 7 gólos:
  -  Alan Pulido (Guadalajara)
  -  Rodolfo Pizarro (Guadalajara)
  -  Mauro Boselli (León)
  -  Jonathan Rodríguez (Santos)
- 6 gólos:
  -  Edwin Cardona (Monterrey)
  -  Dorlan Pabón (Monterrey)
  -  Edson Puch (Necaxa)
  -  Camilo Sanvezzo (Querétaro)
- 5 gólos:
  -  Martín Barragán (Atlas)
  -  Ángel Mena (Cruz Azul)
  -  Elías Hernández (León)
  -  Rogelio Funes Mori (Monterrey)
  -  Franco Jara (Pachuca)
  -  Julio César Furch (Santos)
  -  Djaniny (Santos)
  -  Jesús Dueñas (Tigres)
  -  Ismael Sosa (Tigres)
  -  Juan Martín Lucero (Tijuana)
  -  Milton Caraglio (Tijuana)
- 4 gólos:
  -  Jonathan Fabbro (Chiapas)
  -  Ángel Zaldívar (Guadalajara)
  -  Alexis Canelo (Puebla)
  -  Jesús Daniel Gallardo (Pumas)
  -  Jürgen Damm (Tigres)
  -  Lucas Zelarayán (Tigres)
  -  Ignacio Malcorra (Tijuana)
  -  Gabriel Hauche (Toluca)
  -  Pablo Barrientos (Toluca)

## Sportszerűségi táblázat
A következő táblázat a csapatok játékosai által az alapszakasz során kapott lapokat tartalmazza. Egy kiállítást nem érő sárga lapért 1, egy kiállításért 3 pont jár. A csapatok növekvő pontsorrendben szerepelnek, így az első helyezett a legsportszerűbb közülük. Ha több csapat pontszáma, gólkülönbsége, összes és idegenben rúgott góljainak száma és a klubok együtthatója is egyenlő, egymás elleni eredményük pedig döntetlen, akkor helyezésüket a sportszerűségi táblázat alapján döntik el.
| Csapat           | Sárga lap | sárga lap · 2. sárga lap · kiállítva | kiállítva | Pontszám |
| ---------------- | --------- | ------------------------------------ | --------- | -------- |
| Chiapas Jaguar   | 27        | 0                                    | 0         | 27       |
| Santos Laguna    | 23        | 0                                    | 3         | 32       |
| Necaxa           | 37        | 0                                    | 0         | 37       |
| Tigres           | 34        | 0                                    | 1         | 37       |
| CD Guadalajara   | 24        | 0                                    | 5         | 39       |
| Atlas            | 27        | 0                                    | 4         | 39       |
| Veracruz         | 38        | 0                                    | 1         | 41       |
| Querétaro        | 34        | 0                                    | 3         | 43       |
| León             | 39        | 0                                    | 2         | 45       |
| Puebla           | 33        | 0                                    | 4         | 45       |
| Monterrey        | 36        | 0                                    | 3         | 45       |
| Tijuana          | 34        | 0                                    | 4         | 46       |
| Pachuca          | 43        | 0                                    | 1         | 46       |
| América          | 46        | 0                                    | 1         | 49       |
| Pumas            | 38        | 0                                    | 4         | 50       |
| Monarcas Morelia | 50        | 0                                    | 1         | 53       |
| Cruz Azul        | 43        | 0                                    | 4         | 55       |
| Toluca           | 46        | 0                                    | 4         | 58       |